# Rhabditis
Genre
Rhabditis est un genre de nématodes de la famille des Rhabditidae.

## Liste d'espèces
Selon Animal Diversity Web (30 octobre 2019) :
- Rhabditis aberrans
- Rhabditis marina
- Rhabditis maxima
- Rhabditis sylvatica
- Rhabditis terricola

Selon NCBI (30 octobre 2019), le genre appartient à la sous-famille des Rhabditinae et comprend les espèces suivantes :
- Rhabditis belari
- Rhabditis blumi
- Rhabditis brassicae
- Rhabditis colombiana
- Rhabditis dolichura
- Rhabditis cf. longicaudata Konza IIAB-27
- Rhabditis nidrosiensis
- Rhabditis rainai
- Rhabditis remanei
- Rhabditis terricola
- Rhabditis tokai

Il existe aussi des espèces non nommées, ainsi que des échantillons environnementaux.
Selon World Register of Marine Species (30 octobre 2019) :
- Rhabditis (Cephaloboides)
  - Rhabditis (Cephaloboides) valida Sudhaus, 1974
- Rhabditis (Choriorhabditis)
  - Rhabditis (Choriorhabditis) mairei Maupas, 1919
- Rhabditis (Oscheius)
  - Rhabditis (Oscheius) pseudodolichura Korner in Osche, 1952
  - Rhabditis (Oscheius) sechellensis Potts, 1910
- Rhabditis (Pellioditis)
  - Rhabditis (Pellioditis) bengalensis Timm, 1956
  - Rhabditis (Pellioditis) buetschlii de Sachs, 1950
  - Rhabditis (Pellioditis) carpathica Soos, 1941
  - Rhabditis (Pellioditis) dolichura (Schneider, 1866) Bütschli, 1873
  - Rhabditis (Pellioditis) friderici Hirschmann, 1952
  - Rhabditis (Pellioditis) hermaphrodita Sudhaus, 1976
  - Rhabditis (Pellioditis) littorea Sudhaus & Nimrich, 1989
  - Rhabditis (Pellioditis) meditteranea (Sudhaus, 1974) Andrássy, 1983
  - Rhabditis (Pellioditis) neopapillosa Mengert in Osche, 1954
  - Rhabditis (Pellioditis) papillosa (Schneider, 1866)
  - Rhabditis (Pellioditis) pellio (Schneider, 1866) Butschli, 1873
  - Rhabditis (Pellioditis) typica (Stefanski, 1922) Andrassy, 1983
- Rhabditis (Rhabditis)
  - Rhabditis (Rhabditis) nidrosiensis Allgén, 1933
- Rhabditis (Rhabditoides)
  - Rhabditis (Rhabditoides) intermiformis Sudhaus, 1974
- Rhabditis aspera Bütschli, 1873
- Rhabditis elongata A. Schneider
- Rhabditis flagellicauda Schuurmans Stekhoven, 1951
- Rhabditis glauxi Allgén, 1951
- Rhabditis gongyloides Reiter, 1928
- Rhabditis gracilicauda de Man, 1876
- Rhabditis inermis A. Schneider
- Rhabditis longespiculosa Schuurmans Stekhoven, 1951
- Rhabditis maupasi Seurat, 1919
- Rhabditis monhystera Bütschli, 1873
- Rhabditis monohystera Bütschli, 1947
- Rhabditis ocypodis Chitwood, 1935
- Rhabditis oxycerca de Man, 1895
- Rhabditis oxyuris Claus, 1862
- Rhabditis parapillosa Schuurmans Stekhoven, 1951
- Rhabditis pellioides Bütschli, 1873
- Rhabditis producta (Schneider, 1866)
- Rhabditis rara Körner, 1954
- Rhabditis scanica Allgén, 1949
- Rhabditis spiculigera Steiner, 1936
- Rhabditis stalbergi Allgén, 1950
- Rhabditis synpapillata Sudhaus, 1985
- Rhabditis teres A. Schneider
- Rhabditis terricola Dujardin, 1845
- Rhabditis tripartita (Ahmad & Jairajpuri, 1981)

Noms en synonymie
Selon World Register of Marine Species (30 octobre 2019), il existe de nombreux synonymes parmi lesquels:
- Rhabditis (Caenorhabditis) Osche, 1952, un synonyme de Caenorhabditis (Osche[5], 1952) Dougherty, 1955.
- Rhabditis elegans Kreis, 1929, un synonyme de Protorhabditis lepida (Kreis, 1930)